# Columnea kalbreyeriana
Columnea kalbreyeriana är en tvåhjärtbladig växtart som beskrevs av Masters. Columnea kalbreyeriana ingår i släktet Columnea och familjen Gesneriaceae. Inga underarter finns listade i Catalogue of Life.